# Polissoir de Mézy-Moulins
Le polissoir de Mézy-Moulins est un polissoir situé à Mézy-Moulins, dans le département de l'Aisne, en France.

## Historique
Le polissoir est classé au titre des monuments historiques en 1969.

## Description
Le polissoir est constitué d'un bloc de grès d'environ 2,10 m sur 1,85 m, enfoncé dans le sol sur environ 0,50 m, situé près d'un ruisseau. Il comporte vingt-et-une rainures, de 0,15 à 0,80 m de longueur, et deux cuvettes de polissage.